# Estudios CEA
Los Estudios CEA (Cinematografía Española Americana) fueron unos estudios cinematográficos españoles ubicados en Ciudad Lineal (Madrid), a la altura del puente que tomó su nombre (cruce entre la calle de Arturo Soria con la carretera de Barcelona (luego A-2), y cercano a la Avenida de América. Los estudios cerraron el 11 de noviembre de 1966, concluyendo así un capítulo importante de la producción cinematográfica española, con unas quince películas de media por año. 

## Historia
Los estudios se constituyen como sociedad anónima el 17 de marzo de 1932. Siendo el presidente honorario Jacinto Benavente (el presidente era Rafael Salgado Cuesta), siendo sus vicepresidentes los hermanos Álvarez Quintero. Todos ellos habían determinado la creación de la sociedad meses antes en el Restaurante Lhardy. Rafael Salgado se hizo cargo de los estudios hasta el año 1946 que pasó su hijo Vicente Salgado Blanco. Se eligió para su sede el espacio a las afueras de Madrid que se encontraba adyacente a la Ciudad Lineal y absorbiendo los terrenos del parque de recreo veraniego de la barriada.
Los arquitectos Ricardo Marcos Bausá (autor de un Manual Albañil muy popular a finales del siglo xix) y el delineante Emilio Vargas González (1869 - 1923) se hicieron cargo de los diseños y de las obras que comenzaron en 1932, y finalizaron en octubre del años siguiente. A finales del 1933 se produce la inauguración. Ese mismo año rodó el cortometraje titulado Saeta (1933), y al año siguiente  El agua en el suelo.
Tras la Guerra Civil se fueron abriendo nuevos platós cercanos a la carretera de Barajas (en la actualidad un tramo inicial de la A-2). La actividad fue muy intensa durante los años cincuenta, hasta que una crisis en el mundo del cine, hizo pensar en cerrar los estudios. Finalmente los estudios vendieron los locales que ocupaban y cerraron el 11 de noviembre de 1966. La sociedad fue disuelta el 4 de abril de 1977.

## Características
Los edificios se situaron en la Ciudad Lineal y se componían de seis platós de rodajes, laboratorios fotográficos para el montaje de las películas, talleres de decorados, camerinos para los actores y áreas de descanso que contaban con una piscina.